# I liga brazylijska w piłce nożnej (2005)
Brazylia 2005
Mistrzem Brazylii został klub Corinthians Paulista, natomiast wicemistrzem Brazylii został klub SC Internacional.
Do Copa Libertadores w roku 2006 zakwalifikowały się następujące kluby:
- Corinthians Paulista (mistrz Brazylii)
- SC Internacional (wicemistrz Brazylii)
- Goiás EC (3. miejsce – runda wstępna)
- SE Palmeiras (4. miejsce – runda wstępna)
- São Paulo (obrońca tytułu)

Do Copa Sudamericana w roku 2006 zakwalifikowały się następujące kluby:
- Corinthians Paulista (mistrz Brazylii)
- Fluminense FC (5. miejsce)
- Athletico Paranaense (6. miejsce)
- Paraná Clube (7. miejsce)
- Cruzeiro EC (8. miejsce)
- Botafogo FR (9. miejsce)
- Santos FC (10. miejsce)
- São Paulo (11. miejsce)

Cztery ostatnie w tabeli kluby spadły do drugiej ligi (Campeonato Brasileiro Série B):
- Coritiba FBC
- Atlético Mineiro
- Paysandu SC
- Brasiliense FC

Na miejsce spadkowiczów awansowały dwa najlepsze kluby drugiej ligi:
- Grêmio Porto Alegre
- Santa Cruz FC

Pierwsza liga brazylijska zmniejszona została z 22 do 20 klubów.

## Campeonato Brasileiro Série A – sezon 2005
23 września wyszło na jaw, że sędzia piłkarski Edílson Pereira de Carvalho był zaangażowany w loterię internetową zajmującą się rozgrywkami piłkarskimi, przez co istniało uzasadnione podejrzenie, że niektóre sędziowane przez niego mecze w mistrzostwach Brazylii mogły zostać wypaczone. STJD (najwyższy trybunał sportowy) postanowił anulować 11 meczów sędziowanych przez Carvalho i nakazał ich powtórzenie.
Klub Internacional, który bez anulowania wyników meczów sędziowanych przez Carvalho zostałby mistrzem Brazylii, odwołał się do sądu w Porto Alegre. Uzyskawszy korzystny wyrok domagał się od CBF przywrócenia mu tytułu mistrza (który na skutek anulowania wyników przypadł klubowi Corinthians).

### Kolejka 1
| Data             | Mecz |
| ---------------- | --- |
| 23 kwietnia 2005 | Paraná Clube – Goiás EC 0:2 Lei 81, Fábio 84 |
| 23 kwietnia 2005 | São Caetano – SE Palmeiras 2:2 Fábio Pinto 52, Marcinho 87 – Osmar 13k, Warley 89 |
| 23 kwietnia 2005 | CR Flamengo – Cruzeiro EC 1:1 Júnior Baiano 63 – Fred 21 |
| 23 kwietnia 2005 | Atlético Mineiro – Figueirense FC 4:1 Ataliba 25, Euller 80, Rodrigo Fabri 82, Fábio Júnior 88 – Rodrigo 38                                                                              |
| 24 kwietnia 2005 | Santos FC – Paysandu SC 4:1 Deivid 4, 90, Robinho 20k, Edmílson 70 – Leonardo 20s |
| 24 kwietnia 2005 | SC Internacional – Botafogo FR 0:2 César Prates 63, Túlio 81 |
| 24 kwietnia 2005 | Fortaleza – Coritiba FBC 0:1 Jackson Bezerra 76 |
| 24 kwietnia 2005 | Athletico Paranaense – AA Ponte Preta 0:1 Kahê 8 |
| 24 kwietnia 2005 | Fluminense FC – São Paulo 2:1 Tuta 29k, 74 – Willamis Souza 76 |
| 24 kwietnia 2005 | Corinthians Paulista – EC Juventude 2:2 Carlos Alberto Tevez 9, Marcelo Mattos 43 – Enilton 6, Naldo 78                                                                                  |
| 24 kwietnia 2005 | Brasiliense FC – CR Vasco da Gama 0:1 walkower Giovani 25, Tiano 77 – Romário 38, Alex Dias 75 mecz zakończył siê remisem 2:2, jednak zweryfikowany został na walkower dla Vasco da Gama |

### Kolejka 2
| Data             | Mecz |
| ---------------- | --- |
| 30 kwietnia 2005 | São Paulo – Paraná Clube 1:1 Diego Lugano 90 – Daniel Marques 4                                            |
| 30 kwietnia 2005 | AA Ponte Preta – Atlético Mineiro 3:3 Roger 31, 46k, Adriano 90s – Euller 22, Rodrigo Fabri 67, Walker 74  |
| 30 kwietnia 2005 | SE Palmeiras – Brasiliense FC 2:1 Washington 10, Corrêa 47 – Igor 19                                       |
| 30 kwietnia 2005 | CR Vasco da Gama – Fortaleza 0:0 mecz w Volta Redonda                                                      |
| 30 kwietnia 2005 | Goiás EC – São Caetano 0:0                                                                                 |
| 1 maja 2005      | EC Juventude – Athletico Paranaense 1:0 Edu Silva 7                                                        |
| 1 maja 2005      | Figueirense FC – CR Flamengo 0:1 Fábio 2                                                                   |
| 1 maja 2005      | Paysandu SC – Fluminense FC 1:2 Robgol 28 – Gabriel 8k, 49k                                                |
| 1 maja 2005      | Coritiba FBC – Santos FC 2:3 Márcio Egídio 26, Reginaldo Nascimento 57 – Fabiano 42, 43, Robinho 45+2      |
| 1 maja 2005      | Botafogo FR – Corinthians Paulista 3:1 Alex Alves 51k, 88k, Ramón Hubner 74 – Gil 33                       |
| 1 maja 2005      | Cruzeiro EC – SC Internacional 3:2 Fred 2k, Weldon 8, Claudio Maldonado 79 – Fernandão 9k, Rafael Sóbis 28 |

### Kolejka 3
| Data        | Mecz |
| ----------- | --- |
| 7 maja 2005 | Santos FC – Athletico Paranaense 2:1 Robinho 32, Halisson 53 – Aparecido Lima 10                                      |
| 7 maja 2005 | Goiás EC – Figueirense FC 0:0                                                                                         |
| 7 maja 2005 | Paraná Clube – EC Juventude 2:2 Beto 57, Borges 64 – Zé Carlos 53, Bruno Lança 84                                     |
| 7 maja 2005 | AA Ponte Preta – Paysandu SC 2:0 Rissut 5, Roger 83                                                                   |
| 8 maja 2005 | SC Internacional – CR Flamengo 1:0 Gustavo Martins 69                                                                 |
| 8 maja 2005 | São Caetano – Fortaleza 2:1 Douglas 24, Pingo 75 – Giba 20                                                            |
| 8 maja 2005 | CR Vasco da Gama – Botafogo FR 0:1 Alex Alves 63k mecz anulowany, gdyż sędzią był Edílson P.Carvalho                  |
| 8 maja 2005 | Coritiba FBC – SE Palmeiras 1:0 Tiago 39                                                                              |
| 8 maja 2005 | Fluminense FC – Cruzeiro EC 2:1 Juan Maldondo 19, Alex 90+1 – Weldon 54                                               |
| 8 maja 2005 | Atlético Mineiro – Brasiliense FC 0:1 André Luiz Nascimento 58s                                                       |
| 8 maja 2005 | Corinthians Paulista – São Paulo 1:5 Carlos Alberto Jesus 89k – Rogério Ceni 3k, Luizão 12, 47, Danilo 16, Cicinho 73 |

### Kolejka 4
| Data         | Mecz                                                                                               |
| ------------ | -------------------------------------------------------------------------------------------------- |
| 14 maja 2005 | Fortaleza – AA Ponte Preta 2:1 Clodoaldo 16, Mazinho Lima 65 – Roger 52                            |
| 14 maja 2005 | Figueirense FC – SC Internacional 1:2 Cléber 77 – Jorge Wágner 48, 86                              |
| 14 maja 2005 | São Paulo – Coritiba FBC 1:0 Fabão 68                                                              |
| 14 maja 2005 | Botafogo FR – Atlético Mineiro 2:1 César Prates 28, Túlio 47 – Euller 60                           |
| 15 maja 2005 | EC Juventude – CR Vasco da Gama 4:1 William 32, Túlio Maravilha 66, Diogo 90, 90+3k – Alex Dias 25 |
| 15 maja 2005 | Paysandu SC – São Caetano 3:2 Alemão 35, Robgol 42, 85 – Dimba 56, 79                              |
| 15 maja 2005 | CR Flamengo – Santos FC 2:1 Obina 65, Jonatas 86 – Deivid 54                                       |
| 15 maja 2005 | Athletico Paranaense – Corinthians Paulista 1:2 Fabrício 7 – Bobô 49, Marcelo Mattos 54            |
| 15 maja 2005 | Cruzeiro EC – Goiás EC 3:1 Fred 18, Athirson 50, Diego Clementino 80 – Rodrigo Tabata 86           |
| 15 maja 2005 | SE Palmeiras – Paraná Clube 1:2 Marcinho 90+4k – Borges 28, Tiago Neves 56                         |
| 15 maja 2005 | Brasiliense FC – Fluminense FC 0:3 Lino 11, Tuta 82, Rodrigo Tiuí 89                               |

### Kolejka 5
| Data         | Mecz |
| ------------ | --- |
| 21 maja 2005 | EC Juventude – Paysandu SC 2:0 Zé Carlos 25, 45                                                               |
| 21 maja 2005 | Paraná Clube – AA Ponte Preta 1:1 Borges 65 – Roger 32                                                        |
| 21 maja 2005 | Fortaleza – Brasiliense FC 2:0 Alan 65, Marcos Denner 87                                                      |
| 21 maja 2005 | Fluminense FC – Coritiba FBC 2:4 Marcão 52, Gabriel 79k – Thiago 8, Ricardinho 33, Rafinha 49k, Alexandre 73  |
| 21 maja 2005 | Goiás EC – Botafogo FR 4:0 Souza 58, Paulo Baier 77k, 79, Rodrigo Tabata 88                                   |
| 22 maja 2005 | Santos FC – Atlético Mineiro 3:0 Ricardinho 15, 31, Adriano 41s                                               |
| 22 maja 2005 | São Caetano – CR Flamengo 1:0 Dimba 4                                                                         |
| 22 maja 2005 | CR Vasco da Gama – São Paulo 3:1 Coutinho 36, Alex Dias 48, 67 – Danilo 2                                     |
| 22 maja 2005 | Athletico Paranaense – SC Internacional 1:3 Cléo 57 – Gustavo Martins 20, Jorge Wagner 54k, Rafael Sobis 90+2 |
| 22 maja 2005 | Cruzeiro EC – SE Palmeiras 2:0 Weldon 19, Fred 88                                                             |
| 22 maja 2005 | Corinthians Paulista – Figueirense FC 2:1 Carlos Alberto Tevez 26, Roger Flores 54 – Michel Bastos 16         |

### Kolejka 6
| Data         | Mecz |
| ------------ | --- |
| 28 maja 2005 | Paysandu SC – Goiás EC 1:0 Éder Ceccon 20                                                                                 |
| 28 maja 2005 | São Paulo – Cruzeiro EC 1:1 Rogério Ceni 43k – Adriano Gabiru 1                                                           |
| 28 maja 2005 | Figueirense FC – São Caetano 2:0 Michel Bastos 85k, Alexandre 90+3                                                        |
| 29 maja 2005 | SC Internacional – Fortaleza 1:0 Fernandão 74                                                                             |
| 29 maja 2005 | AA Ponte Preta – CR Vasco da Gama 4:2 Harison 9, Danilo Sacramento 21, Kahê 44k, Rafael Santos 90+1 – Éder 73, Romário 87 |
| 29 maja 2005 | CR Flamengo – Fluminense FC 0:0 mecz w Volta Redonda                                                                      |
| 29 maja 2005 | Coritiba FBC – EC Juventude 1:2 Alexandre 87 – Willian 54, Enílton 81                                                     |
| 29 maja 2005 | Botafogo FR – Athletico Paranaense 2:0 Rafael Marques 1, Almir Luna 61                                                    |
| 29 maja 2005 | Atlético Mineiro – Corinthians Paulista 0:1 Carlos Alberto Tevez 26k                                                      |
| 29 maja 2005 | SE Palmeiras – Santos FC 2:1 Gioino 8, Daniel Silva 46 – Basílio 89                                                       |
| 29 maja 2005 | Brasiliense FC – Paraná Clube 1:0 Iranildo 55                                                                             |

### Kolejka 7
| Data            | Mecz |
| --------------- | --- |
| 11 czerwca 2005 | Paraná Clube – Fortaleza 3:0 Borges 49, 69k, Tiago Neves 54                                                                           |
| 11 czerwca 2005 | São Caetano – Brasiliense FC 2:0 Thiago 38, Edu Salles 85                                                                             |
| 11 czerwca 2005 | Cruzeiro EC – AA Ponte Preta 1:2 Fred 71 – Kahê 46, Danilo Sacramento 49                                                              |
| 11 czerwca 2005 | Athletico Paranaense – Figueirense FC 0:0                                                                                             |
| 11 czerwca 2005 | Botafogo FR – EC Juventude 3:2 César Prates 62, Alex Alves 67k, 84k – Naldo 41, Lauro 56                                              |
| 11 czerwca 2005 | Goiás EC – SE Palmeiras 2:1 Cléber 38, Souza 60 – Juninho Paulista 16                                                                 |
| 12 czerwca 2005 | Santos FC – Fluminense FC 1:1 Deivid 19 – Tuta 90k                                                                                    |
| 12 czerwca 2005 | SC Internacional – Atlético Mineiro 1:1 Gustavo Martins 62 – Euller 36                                                                |
| 12 czerwca 2005 | Paysandu SC – São Paulo 2:2 Robgol 39, 48 – Rogério Ceni 18, Roger 65                                                                 |
| 12 czerwca 2005 | CR Vasco da Gama – Coritiba FBC 2:2 Romário 4k, Alex Dias 12 – Marquinhos 80, 87                                                      |
| 12 czerwca 2005 | Corinthians Paulista – CR Flamengo 4:2 Jô 23, 83, Abuda 52, Roger Flores 77 – Fabiano Oliveira 73, Jean Ferreira 81 mecz w Mogi Mirim |

### Kolejka 8
| Data            | Mecz |
| --------------- | --- |
| 18 czerwca 2005 | Figueirense FC – Paysandu SC 3:3 Edmundo 50, 85, Alexandre 82 – Robgol 9, 65, Nelinho 90                                     |
| 18 czerwca 2005 | SE Palmeiras – CR Vasco da Gama 5:2 Pedrinho 59, Marcinho 63, 80, 82, Corrêa 90+1 – Romário 19, 90                           |
| 18 czerwca 2005 | Brasiliense FC – Corinthians Paulista 2:4 Iranildo 56k, Tiano 76 – Carlos Alberto Jesus 25, Ronny 52, Gustavo Nery 64, Jô 88 |
| 18 czerwca 2005 | AA Ponte Preta – Goiás EC 2:0 Harison 31, Kahê 66                                                                            |
| 18 czerwca 2005 | CR Flamengo – Athletico Paranaense 1:1 Renato Abreu 76k – Fabrício 47                                                        |
| 18 czerwca 2005 | Atlético Mineiro – São Caetano 2:3 Marques 43, 76 – Claudecir 19, Claudecir 53, Triguinho 89                                 |
| 19 czerwca 2005 | São Paulo – Botafogo FR 1:0 Paulo Matos 76                                                                                   |
| 19 czerwca 2005 | EC Juventude – Cruzeiro EC 0:0                                                                                               |
| 19 czerwca 2005 | Fortaleza – Santos FC 0:0 |
| 19 czerwca 2005 | Coritiba FBC – Paraná Clube 2:1 Thiago 19, Ricardinho 36 – Neto 22                                                           |
| 19 czerwca 2005 | Fluminense FC – SC Internacional 3:0 Toró 18, Antônio Carlos 42, Pretto Casagrande 62                                        |

### Kolejka 9
| Data            | Mecz |
| --------------- | --- |
| 25 czerwca 2005 | São Paulo – SC Internacional 1:3 Willamis Souza 35 – Iarley 30, Fernandão 53k, Tinga 82                            |
| 25 czerwca 2005 | EC Juventude – AA Ponte Preta 1:3 Zé Carlos 12 – Kahê 38, 48k, Everton 44                                          |
| 25 czerwca 2005 | Paraná Clube – Atlético Mineiro 1:0 Rafael Mussamba 54                                                             |
| 25 czerwca 2005 | CR Flamengo – Brasiliense FC 3:4 Obina 18, 53, Leonardo Moura 84 – Oséas 17, 39, Iranildo 64, Márcio 89            |
| 26 czerwca 2005 | São Caetano – Santos FC 1:3 Alessandro 24 – Deivid 1, Ricardinho 45+1k, Giovanni 78                                |
| 26 czerwca 2005 | Paysandu SC – SE Palmeiras 2:1 Balão 83, Alex Pinho 90+2 – Daniel Silva 35                                         |
| 26 czerwca 2005 | Athletico Paranaense – Fortaleza 0:0                                                                               |
| 26 czerwca 2005 | Botafogo FR – Figueirense FC 0:1 Marquinhos Paraná 77                                                              |
| 26 czerwca 2005 | Cruzeiro EC – CR Vasco da Gama 3:3 Lopes 10, Patrick 37, Marcelo Batatais 53 – Alex Alves 45k, Argel 68s, Gomes 84 |
| 26 czerwca 2005 | Corinthians Paulista – Fluminense FC 0:1 Gabriel 65 mecz w Mogi Mirim                                              |
| 26 czerwca 2005 | Goiás EC – Coritiba FBC 2:1 Rodrigo Tabata 37, 63 – Jackson Bezerra 75                                             |

### Kolejka 10
| Data         | Mecz                                                                                                   |
| ------------ | --- |
| 2 lipca 2005 | AA Ponte Preta – São Paulo 1:0 Evando 33 mecz anulowany, gdyż sędziowany był przez Edílsona P.Carvalho |
| 2 lipca 2005 | CR Vasco da Gama – Goiás EC 1:2 Maciel 80 – Vitor 6, André Dias 38                                     |
| 2 lipca 2005 | Coritiba FBC – Paysandu SC 3:1 Tiago 41k, Luís Carlos Capixaba 57, Jackson Bezerra 80 – Zé Augusto 73  |
| 2 lipca 2005 | Fluminense FC – Paraná Clube 0:1 Renaldo 61                                                            |
| 3 lipca 2005 | Santos FC – EC Juventude 0:0                                                                           |
| 3 lipca 2005 | SC Internacional – São Caetano 2:1 Iarley 28, Tinga 31 – Dimba 63                                      |
| 3 lipca 2005 | Figueirense FC – Cruzeiro EC 0:0                                                                       |
| 3 lipca 2005 | Fortaleza – Corinthians Paulista 2:1 Mazinho Lima 30, 48 – Abuda 4                                     |
| 3 lipca 2005 | Atlético Mineiro – CR Flamengo 3:1 Marques 45+1k, Fábio Júnior 78, Luís Mário 85 – Obina 49            |
| 3 lipca 2005 | SE Palmeiras – Botafogo FR 4:1 Pedrinho 70, Marcinho 74k, 81k, 86 – Emerson 11                         |
| 3 lipca 2005 | Brasiliense FC – Athletico Paranaense 2:1 Pituca 14, Marcelinho Carioca 45+1 – Rodrigo 51              |

### Kolejka 11
| Data          | Mecz |
| ------------- | --- |
| 9 lipca 2005  | São Paulo – CR Flamengo 2:0 Júnior Baiano 15s, Hernanes 90                                                                  |
| 9 lipca 2005  | EC Juventude – Brasiliense FC 2:1 Zé Carlos 6, Lauro 74 – Oséas 31                                                          |
| 9 lipca 2005  | Paraná Clube – Figueirense FC 3:0 Neto 20, Thiago Neves 51, André Dias 80                                                   |
| 9 lipca 2005  | São Caetano – AA Ponte Preta 2:1 Márcio Richards 56, Dimba 73k – Evando 57                                                  |
| 9 lipca 2005  | Paysandu SC – Fortaleza 1:2 Marquinhos 31 – Fernando Fumagalli 13, Paulo Isidoro 89                                         |
| 10 lipca 2005 | CR Vasco da Gama – SC Internacional 2:4 Alex Dias 37, 63k – Élder Granja 22, Vinícius 24, Jorge Wagner 58k, Rafael Sóbis 80 |
| 10 lipca 2005 | Athletico Paranaense – Coritiba FBC 1:0 Evandro 33                                                                          |
| 10 lipca 2005 | Botafogo FR – Fluminense FC 1:2 Alex Alves 57k – Beto 45, Gabriel 77                                                        |
| 10 lipca 2005 | Cruzeiro EC – Atlético Mineiro 2:1 Marcelo Batatais 44, Fred 57 – Zé Antônio 33                                             |
| 10 lipca 2005 | Corinthians Paulista – SE Palmeiras 3:1 Gustavo Nery 52, Rosinei 61, 66 – Leonardo Silva 50                                 |
| 10 lipca 2005 | Goiás EC – Santos FC 3:4 Aldo 9, Souza 37, Jorge Mutt 71 – Douglas 6, 40, Basílio 45+1, Ricardinho 56                       |

### Kolejka 12
| Data          | Mecz |
| ------------- | --- |
| 16 lipca 2005 | AA Ponte Preta – Figueirense FC 2:1 Kahê 6k, Evando 51 – Bilu 1                                                                  |
| 16 lipca 2005 | Paysandu SC – Cruzeiro EC 1:2 Eder Ceccon 20 – Wagner 40, Fred 78 mecz został anulowany, gdyż sędzował go Edílson P.Carvalho     |
| 16 lipca 2005 | Goiás EC – Brasiliense FC 1:3 Roni 71 – Iranildo 31, Marcelinho Carioca 42, Alex Oliveira 82                                     |
| 16 lipca 2005 | Paraná Clube – Corinthians Paulista 2:3 Beto 27, André Dias 86 – Marinho 36, Carlos Alberto Tevez 55, Dinélson 77 mecz w Maringá |
| 16 lipca 2005 | Fluminense FC – São Caetano 0:1 Márcio Mixirica 86                                                                               |
| 17 lipca 2005 | Santos FC – São Paulo 2:1 Halisson 18, Carlinhos 88 – Hernanes 37                                                                |
| 17 lipca 2005 | SC Internacional – EC Juventude 5:2 Iarley 10, Índio 14, Jorge Wagner 27, 28, Rafael Sóbis 76 – Naldo 82, Zé Carlos 90+1k        |
| 17 lipca 2005 | CR Flamengo – CR Vasco da Gama 1:0 Souza 35 mecz w Volta Redonda                                                                 |
| 17 lipca 2005 | Coritiba FBC – Botafogo FR 0:3 Alex Alves 2k, César Prates 31, Juca 89                                                           |
| 17 lipca 2005 | Atlético Mineiro – Athletico Paranaense 2:3 Marques 49, Rubens Cardoso 55 – Aparecido Lima 9, Caetano 43, Fabrício 83            |
| 17 lipca 2005 | SE Palmeiras – Fortaleza 1:2 Warley 85 – Fernando Fumagalli 59, Lúcio 89                                                         |

### Kolejka 13
| Data          | Mecz |
| ------------- | --- |
| 20 lipca 2005 | Santos FC – CR Vasco da Gama 2:3 Geílson 19, 52 – Anderson Costa 53, Fernandinho 61, Alex Dias 80                       |
| 20 lipca 2005 | SC Internacional – Goiás EC 2:3 Iarley 62, Rafael Sóbis 69 – André Leone 5, Roni 20, Romerito 71                        |
| 20 lipca 2005 | Figueirense FC – SE Palmeiras 1:4 Marquinhos Paraná 9 – Nen 27, Marcinho 38, Reinaldo 60, Pedrinho 80                   |
| 20 lipca 2005 | São Caetano – Paraná Clube 1:1 Edílson Ferreira 42 – Neto 47                                                            |
| 20 lipca 2005 | Fortaleza – Atlético Mineiro 1:3 Amaral 23 – Marques 33, 52, Euller 70, Fábio Júnior 90+4                               |
| 20 lipca 2005 | Athletico Paranaense – Fluminense FC 3:2 Aparecido Lima 25, 39, Caetano 84 – Gabriel 19, Igor 82                        |
| 20 lipca 2005 | Botafogo FR – AA Ponte Preta 4:2 Túlio 10, César Prates 61, Alex Alves 80k, Bill 89 – Evandro 17, Kahê 25               |
| 20 lipca 2005 | Brasiliense FC – São Paulo 3:3 Márcio Careca 17, Régis 62, Igor 90+3 – Diego Tardelli 6, Danilo 21, Rogério Ceni 51     |
| 21 lipca 2005 | Cruzeiro EC – Coritiba FBC 2:2 Adriano Gabiru 3, Fred 87 – Caio 56, Rafinha 71                                          |
| 21 lipca 2005 | Corinthians Paulista – Paysandu SC 3:2 Bobô 67, Dinélson 70, Jô 86 – Robgol 18k, 83                                     |
| 21 lipca 2005 | CR Flamengo – EC Juventude 3:4 Júnior Baiano 32, 76, Fabiano Oliveira 79 – Enilton 12, 48, Naldo 17, Túlio Maravilha 61 |

### Kolejka 14
| Data          | Mecz |
| ------------- | --- |
| 23 lipca 2005 | São Paulo – São Caetano 0:1 Canindé 77                                                                                                 |
| 23 lipca 2005 | Paraná Clube – Athletico Paranaense 2:0 Borges 3k, Beto 71                                                                             |
| 23 lipca 2005 | Goiás EC – Fortaleza 2:1 Júlio Santos 23, Romerito 58 – Fernando Fumagalli 80                                                          |
| 23 lipca 2005 | Botafogo FR – Brasiliense FC 1:1 César Prates 5 – Marcelinho Carioca 31                                                                |
| 24 lipca 2005 | EC Juventude – Figueirense FC 1:4 Caíco 80 – Michel Bastos 27, Edmundo 43, 74, 84 mecz anulowany, gdyż sędziował go Edílson P.Carvalho |
| 24 lipca 2005 | AA Ponte Preta – Fluminense FC 2:1 Kahê 47k, Izaías 81 – Tuta 61                                                                       |
| 24 lipca 2005 | Paysandu SC – SC Internacional 1:2 Eder Ceccon 55 – Fernandão 31, 77                                                                   |
| 24 lipca 2005 | CR Vasco da Gama – Corinthians Paulista 2:3 Romário 15, Morais 50 – Gustavo Nery 11, Marcelo Mattos 32, Abuda 83                       |
| 24 lipca 2005 | Coritiba FBC – CR Flamengo 3:2 Vágner 3, Alexandre 22, Vágner 90+2 – Jean Ferreira 33, Renato Abreu 62                                 |
| 24 lipca 2005 | Cruzeiro EC – Santos FC 3:2 Fred 29, Kelly 51, Adriano Gabiru 59 – Halisson 23, Ricardinho 33                                          |
| 24 lipca 2005 | SE Palmeiras – Atlético Mineiro 1:0 Washington 67                                                                                      |

### Kolejka 15
| Data          | Mecz |
| ------------- | --- |
| 27 lipca 2005 | Santos FC – AA Ponte Preta 0:1 Evando 53 |
| 27 lipca 2005 | São Caetano – Botafogo FR 0:1 Alex Alves 89 |
| 27 lipca 2005 | Fortaleza – EC Juventude 2:0 Mazinho Lima 12, Rinaldo 15 |
| 27 lipca 2005 | Athletico Paranaense – CR Vasco da Gama 7:2 Paulo André 9, Evandro 15, Aparecido Lima 18, 50, Jancarlos 45+1, Aloísio 82, Finazzi 90+2 – Anderson Costa 54, Alex Dias 90+1 |
| 27 lipca 2005 | Fluminense FC – Goiás EC 1:1 Gabriel 49k – Souza 78 |
| 27 lipca 2005 | Atlético Mineiro – São Paulo 0:0 |
| 27 lipca 2005 | Corinthians Paulista – Cruzeiro EC 4:3 Roger Flores 11, Rosinei 60, 62, Carlos Alberto Tevez 73k – Marinho 4s, Fred 46, Moisés 68                                          |
| 28 lipca 2005 | SC Internacional – Paraná Clube 0:2 Parral 5, Borges 89 |
| 28 lipca 2005 | Figueirense FC – Coritiba FBC 0:0 |
| 28 lipca 2005 | CR Flamengo – SE Palmeiras 0:0 |
| 28 lipca 2005 | Brasiliense FC – Paysandu SC 0:0 |

### Kolejka 16
| Data          | Mecz |
| ------------- | --- |
| 30 lipca 2005 | CR Vasco da Gama – São Caetano 3:2 Abedi 76, Fernandinho 78, Alex Dias 90+1 – Dimba 20, Edílson Ferreira 73                                                       |
| 30 lipca 2005 | Cruzeiro EC – Fortaleza 3:0 Kelly 59, Diego Clementino 83, 85 |
| 30 lipca 2005 | Goiás EC – Atlético Mineiro 3:1 Paulo Baier 36, Roni 53, Souza 64 – Julio Cesar Caceres 28                                                                        |
| 31 lipca 2005 | Santos FC – Corinthians Paulista 4:2 Giovanni 1, 60, Ricardinho 53, Wendell 69 – Roger Flores 31, Rosiniei 62 mecz anulowany, gdyż sędziwał go Edílson P.Carvalho |
| 31 lipca 2005 | EC Juventude – São Paulo 2:1 Jardel 36, Enilton 48 – Diego Lugano 79                                                                                              |
| 31 lipca 2005 | Figueirense FC – Fluminense FC 1:1 Michel Bastos 52 – Gabriel 67k                                                                                                 |
| 31 lipca 2005 | AA Ponte Preta – SC Internacional 1:1 Rafael Santos 90 – Rafael Sóbis 89                                                                                          |
| 31 lipca 2005 | Paysandu SC – Paraná Clube 3:4 João Carlos 59, Alex Pinho 70, Robgol 75 – André Dias 22, Borges 43, 62, 74k                                                       |
| 31 lipca 2005 | Coritiba FBC – Brasiliense FC 1:1 Rafinha 24k – Agnaldo 2 |
| 31 lipca 2005 | Botafogo FR – CR Flamengo 0:2 Leonardo Moura 66, Jean Ferreira 31                                                                                                 |
| 31 lipca 2005 | SE Palmeiras – Athletico Paranaense 1:1 Daniel Silva 55 – Aloísio 44                                                                                              |

### Kolejka 17
| Data            | Mecz |
| --------------- | --- |
| 3 sierpnia 2005 | SC Internacional – Santos FC 0:1 Robinho 51                                                                    |
| 3 sierpnia 2005 | Paraná Clube – Botafogo FR 2:0 André Dias 6, Borges 50k                                                        |
| 3 sierpnia 2005 | São Caetano – EC Juventude 1:1 Dimba 51 – Diego Campos 10                                                      |
| 3 sierpnia 2005 | CR Flamengo – AA Ponte Preta 1:0 Jonatas 45                                                                    |
| 3 sierpnia 2005 | Athletico Paranaense – Goiás EC 1:0 Aparecido Lima 59                                                          |
| 3 sierpnia 2005 | Atlético Mineiro – Paysandu SC 2:2 Fábio Baiano 8, Luís Mário 59 – Robgol 56, Rodrigo 62                       |
| 3 sierpnia 2005 | Corinthians Paulista – Coritiba FBC 3:0 Carlos Alberto Tevez 4, 22, Bobô 89                                    |
| 3 sierpnia 2005 | Brasiliense FC – Cruzeiro EC 1:2 Dida 27 – Kelly 23, Adriano Gabiru 42                                         |
| 4 sierpnia 2005 | São Paulo – SE Palmeiras 3:3 Amoroso 32, 34, Danilo 41 – Marcinho 45+3, Sergio Gioino 82, Warley 88            |
| 4 sierpnia 2005 | Fortaleza – Figueirense FC 5:2 Rinaldo 13k, 19k, 88k, Fernando Fumagalli 25, Amaral 59 – Michel Bastos 41, 65k |
| 4 sierpnia 2005 | Fluminense FC – CR Vasco da Gama 3:2 Tuta 36, Beto 72, Milton do Ó 76 – Romário 6, Diego 46                    |

### Kolejka 18
| Data            | Mecz |
| --------------- | --- |
| 6 sierpnia 2005 | Athletico Paranaense – Cruzeiro EC 5:4 Alan Bahia 1k, Finazzi 22, 49, 66, Schumacher 90 – Adriano Gabiru 14, Kelly 53, Weldon 69, Adriano Louzada 70 |
| 6 sierpnia 2005 | Botafogo FR – Paysandu SC 2:0 Reinaldo Souza 40, Gláuber 81                                                                                          |
| 6 sierpnia 2005 | Corinthians Paulista – São Caetano 0:2 Dimba 2, Paulo Miranda 40                                                                                     |
| 7 sierpnia 2005 | São Paulo – Goiás EC 0:1 Souza 57 |
| 7 sierpnia 2005 | EC Juventude – SE Palmeiras 1:2 Zé Carlos 78 – Sergio Gioino 25, Washington 90+2                                                                     |
| 7 sierpnia 2005 | Paraná Clube – Santos FC 1:1 Daniel Marques 18 – Basílio 51 mecz w Maringá                                                                           |
| 7 sierpnia 2005 | AA Ponte Preta – Coritiba FBC 0:3 Jackson Bezerra 8, Marcelo Peabiru 64, Rodrigo Batata 84                                                           |
| 7 sierpnia 2005 | Fortaleza – CR Flamengo 2:1 Ronaldo Angelim 4, Erandir 48 – Jean Ferreira 57                                                                         |
| 7 sierpnia 2005 | CR Vasco da Gama – Figueirense FC 2:1 Romário 26k, Morais 38 – Michel Bastos 46k mecz anulowany, gdyż sędziował go Edílson P.Carvalho                |
| 7 sierpnia 2005 | Atlético Mineiro – Fluminense FC 1:2 Rodrigo Fabri 62 – Leandro Azevedo 52, Gabriel Santos 77                                                        |
| 7 sierpnia 2005 | Brasiliense FC – SC Internacional 0:0 |

### Kolejka 19
| Data             | Mecz |
| ---------------- | --- |
| 10 sierpnia 2005 | SC Internacional – Corinthians Paulista 0:0                                                                                   |
| 10 sierpnia 2005 | Figueirense FC – São Paulo 3:1 Michel Bastos 32, Adriano Padilha 33, 39 – Amoroso 22                                          |
| 10 sierpnia 2005 | São Caetano – Athletico Paranaense 3:2 Triguinho 21, Dimba 60, Claudecir 84 – Thiago 42s, Fabrício 43                         |
| 10 sierpnia 2005 | Paysandu SC – CR Vasco da Gama 0:2 Alex Dias 54k, 56                                                                          |
| 10 sierpnia 2005 | Coritiba FBC – Atlético Mineiro 1:0 Alexandre Luz 75                                                                          |
| 10 sierpnia 2005 | Cruzeiro EC – Botafogo FR 4:1 Fred 10, 89, Kelly 26, Wagner 37 – Juca 70 mecz anulowany, gdyż sędziował go Edílson P.Carvalho |
| 10 sierpnia 2005 | SE Palmeiras – AA Ponte Preta 2:1 Marcinho 35k, Sergio Gioino 78 – Kahê 81k                                                   |
| 11 sierpnia 2005 | Fluminense FC – Fortaleza 2:0 Juninho 46, Beto 74                                                                             |
| 11 sierpnia 2005 | CR Flamengo – Paraná Clube 1:1 Leonardo Moura 36 – Mário César 6                                                              |
| 11 sierpnia 2005 | Goiás EC – EC Juventude 1:0 Rodrigo Tabata 36                                                                                 |
| 11 sierpnia 2005 | Santos FC – Brasiliense FC 1:1 Robinho 39 – Cristiano Ávalos 90+2                                                             |

### Kolejka 20
| Data             | Mecz |
| ---------------- | --- |
| 13 sierpnia 2005 | Coritiba FBC – São Caetano 2:2 Renaldo 73, Alcimar 80 – Pingo 36, Jean 85                                                                                 |
| 13 sierpnia 2005 | SE Palmeiras – SC Internacional 3:2 Carlos Gamarra 40, Marcinho 64k, Juninho Paulista 69 – Rafael Sóbis 43, Jorge Wagner 66                               |
| 13 sierpnia 2005 | Paysandu SC – Athletico Paranaense 2:1 João Carlos 16, Vanderson 77 – Schumaker 10                                                                        |
| 14 sierpnia 2005 | São Paulo – Fortaleza 3:2 Mineiro 2, Amoroso 57, Josué 68 – Marcelo Lopes 13, Fernando Fumagalli 37                                                       |
| 14 sierpnia 2005 | EC Juventude – Fluminense FC 2:0 Zé Carlos 70k, Diego Campos 78 mecz anulowany, gdyż sędziował go Edílson P.Carvalho                                      |
| 14 sierpnia 2005 | Figueirense FC – Brasiliense FC 2:2 Adriano Padilha 27, Michel Bastos 37 – Iranildo 34, Oséas 82                                                          |
| 14 sierpnia 2005 | AA Ponte Preta – Corinthians Paulista 3:5 Kahê 30, Danilo Sacramento 67, Izaías 79 – Carlos Alberto Tevez 14k, 68, Roger Flores 47, 49, Sebá Domínguez 74 |
| 14 sierpnia 2005 | CR Vasco da Gama – Atlético Mineiro 2:1 Moraes 75, Romário 77 – Rubens Cardoso 46                                                                         |
| 14 sierpnia 2005 | Botafogo FR – Santos FC 3:3 Alex Alves 32, 90+1k, Emerson 64 – Diego Barcelos 36, Ricardinho 45+1k, Élton 72                                              |
| 14 sierpnia 2005 | Cruzeiro EC – Paraná Clube 0:1 Aderaldo 41 |
| 14 sierpnia 2005 | Goiás EC – CR Flamengo 2:0 Paulo Baier 1, Jadílson 85 |

### Kolejka 21
| Data             | Mecz |
| ---------------- | --- |
| 20 sierpnia 2005 | Athletico Paranaense – São Paulo 4:2 Alan Bahia 42, David Ferreira 52k, 57, Jancarlos 88 – Christian Corrêa 30, Amoroso 90+1k                                     |
| 20 sierpnia 2005 | São Caetano – Cruzeiro EC 0:1 Fred 39 |
| 20 sierpnia 2005 | Atlético Mineiro – EC Juventude 2:1 Marques 23, Thiago Quirino 57 – Zé Carlos 33                                                                                  |
| 21 sierpnia 2005 | Santos FC – Figueirense FC 4:3 Elton 18, Robinho 22k, 29k, Giovanni 27 – Cléber 47, Michel Bastos 55, Edmundo 58                                                  |
| 21 sierpnia 2005 | SC Internacional – Coritiba FBC 3:2 Gustavo Martins 51, Jorge Wagner 72, Wellington 75 – Caio 19, Renaldo 76 mecz anulowany, gdyż sędziował go Edílson P.Carvalho |
| 21 sierpnia 2005 | Paraná Clube – CR Vasco da Gama 0:0 |
| 21 sierpnia 2005 | Fortaleza – Botafogo FR 3:1 Marquinhos 28, Rinaldo 51, Ronaldo Angelim 80 – Alex Alves 19                                                                         |
| 21 sierpnia 2005 | CR Flamengo – Paysandu SC 2:1 Renato Abreu 17k, Fabiano Oliveira 34 – Luís Augusto 83                                                                             |
| 21 sierpnia 2005 | Fluminense FC – SE Palmeiras 2:2 Gabriel 17, Leandro Azevedo 69 – Marcinho 23k, Juninho Paulista 48                                                               |
| 21 sierpnia 2005 | Corinthians Paulista – Goiás EC 1:1 Marcelo Mattos 85 – Souza 11                                                                                                  |
| 21 sierpnia 2005 | Brasiliense FC – AA Ponte Preta 4:0 André Turatto 45+1, Igor 52, Iranildo 73, Róbston 88                                                                          |

### Kolejka 22
| Data             | Mecz                                                                                           |
| ---------------- | ---------------------------------------------------------------------------------------------- |
| 24 sierpnia 2005 | São Paulo – Fluminense FC 1:1 Amoroso 82 – Tuta 80                                             |
| 24 sierpnia 2005 | EC Juventude – Corinthians Paulista 1:0 Josiel 50                                              |
| 24 sierpnia 2005 | AA Ponte Preta – Athletico Paranaense 0:2 David Ferreira 19, Finazzi 54                        |
| 24 sierpnia 2005 | Paysandu SC – Santos FC 2:3 Robgol 32, Marco Aurélio 38 – Giovanni 44, Geilson 50, Zé Elias 70 |
| 24 sierpnia 2005 | CR Vasco da Gama – Brasiliense FC 1:0 Fábio Bráz 66                                            |
| 24 sierpnia 2005 | Cruzeiro EC – CR Flamengo 0:0                                                                  |
| 24 sierpnia 2005 | SE Palmeiras – São Caetano 2:1 Michael 54, Washington 62 – Triguinho 82                        |
| 24 sierpnia 2005 | Goiás EC – Paraná Clube 1:1 Paulo Baier 70 – Neto 18                                           |
| 25 sierpnia 2005 | Figueirense FC – Atlético Mineiro 0:1 Catanha 17                                               |
| 25 sierpnia 2005 | Coritiba FBC – Fortaleza 2:0 Marquinhos 48, Alcimar 83                                         |
| 25 sierpnia 2005 | Botafogo FR – SC Internacional 0:1 Élder Granja 22                                             |

### Kolejka 23
| Data             | Mecz |
| ---------------- | --- |
| 27 sierpnia 2005 | São Caetano – Goiás EC 0:1 Leandrinho 32                                                                                     |
| 27 sierpnia 2005 | Athletico Paranaense – EC Juventude 2:2 Aparecido Lima 87, David Ferreira 90 – Juliano Vicentini 69, Enilton 74              |
| 27 sierpnia 2005 | Brasiliense FC – SE Palmeiras 3:2 Igor 3, 45+1, Alex Oliveira 29 – Daniel Silva 41, Marcinho 90                              |
| 28 sierpnia 2005 | Santos FC – Coritiba FBC 2:0 Geílson 7, 20                                                                                   |
| 28 sierpnia 2005 | SC Internacional – Cruzeiro EC 4:1 Rafael Sóbis 1, Fernandão 26, 75, Tinga 50 – Kelly 38                                     |
| 28 sierpnia 2005 | Paraná Clube – São Paulo 0:4 Rogério Ceni 31, Diego Lugano 36, Amoroso 51, Aderaldo 75s mecz w Maringá                       |
| 28 sierpnia 2005 | Fortaleza – CR Vasco da Gama 4:2 Lúcio 25, 68, Alan 78, Rinaldo 89 – Alex Dias 58, 74                                        |
| 28 sierpnia 2005 | CR Flamengo – Figueirense FC 2:2 Diego Souza 2, Renato Abreu 18 – Carlos Alberto 58, Bruno 78                                |
| 28 sierpnia 2005 | Fluminense FC – Paysandu SC 5:2 Dejan Petkovic 23, Gabriel 40, Tuta 42, Pretto Casagrande 58, Beto 90 – Balão 71, Robgol 75k |
| 28 sierpnia 2005 | Atlético Mineiro – AA Ponte Preta 1:0 Rubens Cardoso 17                                                                      |
| 28 sierpnia 2005 | Corinthians Paulista – Botafogo FR 3:3 Jô 19, Roger Flores 29, Rosinei 59 – Juca 45, Ramón Hubner 53, Reinaldo 81            |

### Kolejka 24
| Data            | Mecz |
| --------------- | --- |
| 7 września 2005 | São Paulo – Corinthians Paulista 3:2 Amoroso 28, 88k, Willamis Souza 75 – Nilmar 2, Rosinei 85 mecz anulowany, gdyż sędziował go Edílson P.Carvalho |
| 7 września 2005 | EC Juventude – Paraná Clube 2:0 Josiel 9, Roger Guerreiro 33                                                                                        |
| 7 września 2005 | Figueirense FC – Goiás EC 3:0 Rodrigo Souto 8, Adriano Padilha 60, Fernandes 69k                                                                    |
| 7 września 2005 | Fortaleza – São Caetano 5:2 Lucio 26, 37, Igor Freire 30, Fernando Fumagalli 56, Rinaldo 66 – Edilson Ferreira 9, 89                                |
| 7 września 2005 | Paysandu SC – AA Ponte Preta 2:2 Robgol 31k, Rodrigo 46 – Danilo Sacramento 27, Rafael Ueta 90+5k                                                   |
| 7 września 2005 | Athletico Paranaense – Santos FC 3:3 Jancarlos 1, Schumacher 68, David Ferreira 84k – Ricardinho 35, 57, 80                                         |
| 7 września 2005 | Botafogo FR – CR Vasco da Gama 2:2 Guilherme 41, Reinaldo Souza 84 – Abedi 1, Romário 61                                                            |
| 7 września 2005 | Cruzeiro EC – Fluminense FC 2:6 Kelly 14, Vágner 68 – Dejan Petkovic 32, 53, Gabriel 56, 82, Beto 75, Tuta 85                                       |
| 7 września 2005 | Brasiliense FC – Atlético Mineiro 1:2 Joãozinho 76 – Catanha 47, Marques 72                                                                         |
| 8 września 2005 | CR Flamengo – SC Internacional 1:1 Obina 16 – Wilson 58                                                                                             |
| 8 września 2005 | SE Palmeiras – Coritiba FBC 1:1 Washington 7 – Luís Carlos Capixaba 67                                                                              |

### Kolejka 25
| Data             | Mecz |
| ---------------- | --- |
| 10 września 2005 | São Caetano – Paysandu SC 1:2 Márcio Richard 24 – Robgol 31, Luís Augusto 51                                                    |
| 10 września 2005 | Goiás EC – Cruzeiro EC 1:0 Souza 33                                                                                             |
| 10 września 2005 | Fluminense FC – Brasiliense FC 3:0 Tuta 42, 65, Dejan Petković 70 mecz anulowany, gdyż sędziował go Edílson P.Carvalho          |
| 11 września 2005 | Santos FC – CR Flamengo 0:0 |
| 11 września 2005 | SC Internacional – Figueirense FC 3:0 Rafael Sóbis 48, 74, Fernandão 85                                                         |
| 11 września 2005 | Paraná Clube – SE Palmeiras 1:3 Neto 28 – Juninho Paulista 16, 53, Marcinho 79 mecz w Maringá                                   |
| 11 września 2005 | AA Ponte Preta – Fortaleza 2:1 Tico 21, Izaías 66 – Rinaldo 90+1k                                                               |
| 11 września 2005 | CR Vasco da Gama – EC Juventude 5:2 Abedi 40, Robson Luís 58, Moraes 63, Romário 76k, Alex Dias 90+2 – Marcelinho 44, Josiel 67 |
| 11 września 2005 | Coritiba FBC – São Paulo 1:4 Luís Carlos Capixaba 38 – Rogério Ceni 20k, Christian Corrêa 81, Hernanes 83, Cicinho 85           |
| 11 września 2005 | Atlético Mineiro – Botafogo FR 0:2 Leandro Carvalho 79, Ricardinho 85                                                           |
| 11 września 2005 | Corinthians Paulista – Athletico Paranaense 2:0 Marcelo Mattos 58, Carlos Alberto Jesus 86                                      |

### Kolejka 26
| Data             | Mecz |
| ---------------- | --- |
| 17 września 2005 | AA Ponte Preta – Paraná Clube 1:0 Tico 52                                                                                 |
| 17 września 2005 | Paysandu SC – EC Juventude 3:0 Robgol 53, 68, Gian 75                                                                     |
| 17 września 2005 | CR Flamengo – São Caetano 2:0 Cézar Ramírez 46, Renato Abreu 90+2k                                                        |
| 17 września 2005 | SE Palmeiras – Cruzeiro EC 2:1 Corrêa 32, Sergio Gioino 46 – Adriano Gabiru 13                                            |
| 18 września 2005 | São Paulo – CR Vasco da Gama 4:2 Amoroso 4, 38, Christian Corrêa 11, Rogério Ceni 90+3k – Abedi 34, Alex Dias 54k         |
| 18 września 2005 | SC Internacional – Athletico Paranaense 3:2 Ricardinho 18, Jorge Wagner 26, Rafael Sóbis 73 – Finazzi 4, Dênis Marques 46 |
| 18 września 2005 | Figueirense FC – Corinthians Paulista 2:3 Bilu 30, Adriano Padilha 33 – Nilmar 16, Gustavo Nery 55, Eduardo 69            |
| 18 września 2005 | Coritiba FBC – Fluminense FC 0:0                                                                                          |
| 18 września 2005 | Botafogo FR – Goiás EC 3:1 Ramón Hubner 24k, Zé Roberto 26, 63 – Souza 2                                                  |
| 18 września 2005 | Atlético Mineiro – Santos FC 3:0 Catanha 30, Úeslei 40, Rubens Cardoso 67                                                 |
| 18 września 2005 | Brasiliense FC – Fortaleza 0:2 Rinaldo 17k, Lúcio 75                                                                      |

### Kolejka 27
| Data             | Mecz |
| ---------------- | --- |
| 21 września 2005 | Santos FC – SE Palmeiras 2:1 Carlos Frontini 17, Basílio 77 – Marcinho 75                                     |
| 21 września 2005 | Paraná Clube – Brasiliense FC 4:1 André Dias 10, Mário César 57, Sandro 60, Borges 62 – Marcelinho Carioca 33 |
| 21 września 2005 | São Caetano – Figueirense FC 0:1 Fernandes 87                                                                 |
| 21 września 2005 | Fortaleza – SC Internacional 1:2 Lúcio 54 – Ricardinho 16, Rafael Sóbis 27                                    |
| 21 września 2005 | Fluminense FC – CR Flamengo 2:2 Tuta 13, 77 – Renato Abreu 52k, Diego Souza 83                                |
| 21 września 2005 | Cruzeiro EC – São Paulo 2:3 Kelly 16, Diego Clementino 55 – Flávio 57, Christian Corrêa 61, Rogério Ceni 71k  |
| 21 września 2005 | Goiás EC – Paysandu SC 4:1 Roni 15, Souza 32, 52, Jorge Mutt 88 – Rodrigo 72                                  |
| 22 września 2005 | Corinthians Paulista – Atlético Mineiro 1:1 Hugo 36 – Marques 85                                              |
| 22 września 2005 | CR Vasco da Gama – AA Ponte Preta 0:0                                                                         |
| 22 września 2005 | Athletico Paranaense – Botafogo FR 2:0 David Ferreira 2k, Finazzi 39                                          |
| 22 września 2005 | EC Juventude – Coritiba FBC 0:0                                                                               |

### Kolejka 28
| Data             | Mecz |
| ---------------- | --- |
| 24 września 2005 | São Paulo – Paysandu SC 4:1 Danilo 11, 90, Christian Corrêa 51, Diego Lugano 60 – Balão 84                                                      |
| 24 września 2005 | Brasiliense FC – São Caetano 1:1 Igor 64 – Gustavo 11                                                                                           |
| 24 września 2005 | Fortaleza – Paraná Clube 2:2 Rinaldo 31, Pierre 86s – Sandro 77, Borges 82                                                                      |
| 25 września 2005 | CR Flamengo – Corinthians Paulista 1:3 Fellype Gabriel 20 – Nilmar 7, Carlos Alberto Tevez 66, 75                                               |
| 25 września 2005 | EC Juventude – Botafogo FR 0:0 |
| 25 września 2005 | Figueirense FC – Athletico Paranaense 2:0 Michel Bastos 27, 71                                                                                  |
| 25 września 2005 | AA Ponte Preta – Cruzeiro EC 2:3 Zé Carlos 19, Élson 33 – Luiz Fernando Martinez 30, Kelly 69k, Alecsandro 76                                   |
| 25 września 2005 | Coritiba FBC – CR Vasco da Gama 2:0 Caio 71, 74                                                                                                 |
| 25 września 2005 | Fluminense FC – Santos FC 4:3 [Arouca 24, Dejan Petkovic 68, Leandro Azevedo 84, Gabriel 90+4 – Luiz Alberto 6, Cristiano Ávalos 19, Basílio 79 |
| 25 września 2005 | Atlético Mineiro – SC Internacional 1:1 Rodrigo Fabri 77 – Tinga 62                                                                             |
| 25 września 2005 | SE Palmeiras – Goiás EC 3:1 Juninho Paulista 41, Diego Souza 55, Washington 90+2 – André Dias 61                                                |

### Kolejka 29
| Data                | Mecz |
| ------------------- | --- |
| 1 października 2005 | Paraná Clube – Coritiba FBC 3:2 André Dias 2, Mário César 55, Borges 63 – Anderson 38, Caio 46               |
| 1 października 2005 | Cruzeiro EC – EC Juventude 2:0 Alecsandro 73, Kelly 89k                                                      |
| 1 października 2005 | Goiás EC – AA Ponte Preta 4:1 Paulo Baier 45, Souza 68, Dodô 75, 90+2 – Tico 63                              |
| 1 października 2005 | Paysandu SC – Figueirense FC 3:1 Rodrigo 27, Luis Augusto 33, Robgol 67 – Cléber 44                          |
| 1 października 2005 | Santos FC – Fortaleza 0:0                                                                                    |
| 1 października 2005 | São Caetano – Atlético Mineiro 3:1 Claudecir 19, 25, Márcio Richards 84 – Uéslei 86                          |
| 2 października 2005 | SC Internacional – Fluminense FC 2:2 Wason Rentería 43, Jorge Wagner 86 – Rodrigo Tiuí 57, Gabriel 77        |
| 2 października 2005 | CR Vasco da Gama – SE Palmeiras 0:0                                                                          |
| 2 października 2005 | Athletico Paranaense – CR Flamengo 2:0 Jancarlos 35, David Ferreira 43                                       |
| 2 października 2005 | Botafogo FR – São Paulo 1:1 Caio Decossau 64 – Christian Corrêa 17                                           |
| 2 października 2005 | Corinthians Paulista – Brasiliense FC 3:2 Roger Flores 33, Wescley 36, Rosinei 41 – Igor 4, Alex Oliveira 43 |

### Kolejka 30
| Data                | Mecz |
| ------------------- | --- |
| 4 października 2005 | Atlético Mineiro – Paraná Clube 0:1 Neguete 15 |
| 4 października 2005 | Santos FC – São Caetano 2:0 Wendel 55, Giovanni 80 |
| 4 października 2005 | AA Ponte Preta – EC Juventude 3:2 Evando 45+3, Galeano 57, Piá 85 – Josiel 34, Daniel Barion 78                                                           |
| 4 października 2005 | Coritiba FBC – Goiás EC 0:2 Rodrigo Tabata 1, 6 |
| 5 października 2005 | SC Internacional – São Paulo 3:0 Fernandão 11, 13, Rafael Sóbis 90+3                                                                                      |
| 5 października 2005 | Figueirense FC – Botafogo FR 1:0 Alessandro Cambalhota 16                                                                                                 |
| 5 października 2005 | Fortaleza – Athletico Paranaense 1:4 Alex Afonso 72 – Alan Bahia 28, Danilo Laranjeira 30, Dagoberto 33, Finazzi 90+2                                     |
| 5 października 2005 | CR Vasco da Gama – Cruzeiro EC 3:3 Romário 19, 48k, Alex Dias 53 – Alecsandro 28, Kelly 64k, Diego Clementino 69                                          |
| 5 października 2005 | Fluminense FC – Corinthians Paulista 0:2 Gustavo Nery 1, 46                                                                                               |
| 5 października 2005 | SE Palmeiras – Paysandu SC 5:3 Sergio Gioino 42, Warley 66, Daniel Silva 75, Washington 79, Juninho Paulista 87 – Rodrigo 45+2, Luís Augusto 60, Balão 88 |
| 5 października 2005 | Brasiliense FC – CR Flamengo 2:3 Marcelinho Carioca 24, 49 – Josafá 11, Marcelo Moscatelli 32, Renato Abreu 44                                            |

### Kolejka 31
| Data                 | Mecz |
| -------------------- | --- |
| 8 października 2005  | EC Juventude – Santos FC 3:1 Enílton 9, 84, Caíco 64 – Cláudio Pitbull 53                                                             |
| 8 października 2005  | Paraná Clube – Fluminense FC 6:1 Éder 1, André Dias 46, Edinho 62, Borges 76, 89, Sandro 86 – Gabriel 63k                             |
| 8 października 2005  | Botafogo FR – SE Palmeiras 1:2 Alex Alves 51k – Marcinho Guerreiro 27, Marcinho 61                                                    |
| 8 października 2005  | Corinthians Paulista – Fortaleza 3:0 Rosinei 44, 50, Carlos Alberto Jesus 63                                                          |
| 8 października 2005  | Goiás EC – CR Vasco da Gama 4:3 Souza 3, 33, Roni 35, 46 – Alex Dias 31, Adan Vergara 37, Romário 78k                                 |
| 8 października 2005  | Cruzeiro EC – Figueirense FC 4:0 Adriano Gabiru 10, Kelly 14, 35, Alecsandro 57                                                       |
| 11 października 2005 | Paysandu SC – Coritiba FBC 2:1 Rafael Moura 76, Gian 90+1 – Renaldo 54                                                                |
| 11 października 2005 | São Caetano – SC Internacional 1:1 Márcio Mixirica 57 – Rafael Sóbis 80                                                               |
| 11 października 2005 | São Paulo – AA Ponte Preta 3:2 Mineiro 8, Christian Corrêa 10, Júnior 86 – Fabão 22s, Zé Carlos 69                                    |
| 11 października 2005 | CR Flamengo – Atlético Mineiro 1:2 Diego Souza 59 – Uéslei 31, Edílson 76                                                             |
| 11 października 2005 | Athletico Paranaense – Brasiliense FC 4:0 Jancarlos 14, Danilo Laranjeira 22, Aparecido Lima 59, 76                                   |
| 12 października 2005 | CR Vasco da Gama – Figueirense FC 3:3 Alex Dias 49, Fernandinho 76, Romário 90+2k – Edmundo 16, Adriano Padilha 63, Márcio Martins 88 |
| 12 października 2005 | Cruzeiro EC – Botafogo FR 2:2 Adriano Gabiru 32, Diego Clementino 56 – Zé Roberto 25, Rafaek Marques 70                               |
| 12 października 2005 | EC Juventude – Fluminense FC 3:4 Enilton 1, 39k, Lauro 85 – Adriano Magrão 56, 80, Lenny 89, Dejan Petkovic 90+2                      |
| 13 października 2005 | Santos FC – Corinthians Paulista 2:3 Cláudio Pitbull 12min, Luciano Henrique 69 – Betão 35, Nilmar 72, Carlos Alberto Jesus 87k       |

### Kolejka 32
| Data                 | Mecz |
| -------------------- | --- |
| 15 października 2005 | Fortaleza – Paysandu SC 1:2 Rinaldo 53 – Robgol 78, Balão 85                                                  |
| 15 października 2005 | Fluminense FC – Botafogo FR 3:2 Gabriel Santos 36, Gabriel 74, Tuta 79 – Reinaldo 34, 49                      |
| 15 października 2005 | Figueirense FC – Paraná Clube 2:0 Alessandro Cambalhota 14, Edmundo 16                                        |
| 15 października 2005 | Brasiliense FC – EC Juventude 1:0 Marcelinho Carioca 53                                                       |
| 15 października 2005 | Coritiba FBC – Athletico Paranaense 1:2 Marcelo Peabiru 20 – Aparecido Lima 3, Paulo André 23                 |
| 16 października 2005 | Santos FC – Goiás EC 1:1 Luciano Henrique 22 – Jorge Mutt 9                                                   |
| 16 października 2005 | SC Internacional – CR Vasco da Gama 3:1 Rafael Sóbis 28, 54, Fernandão 79 – William 60                        |
| 16 października 2005 | AA Ponte Preta – São Caetano 1:2 Izaías 71 – Zé Luís 3, Pingo 72                                              |
| 16 października 2005 | CR Flamengo – São Paulo 1:6 Josafá 9 – Edcarlos 3, 24, Amoroso 43, Thiago 87, Mineiro 90, Willamis Souza 90+1 |
| 16 października 2005 | Atlético Mineiro – Cruzeiro EC 0:1 Adriano Gabiru 40                                                          |
| 16 października 2005 | SE Palmeiras – Corinthians Paulista 1:1 Juninho Paulista 23k – Carlos Alberto Tevez 20                        |
| 19 października 2005 | CR Vasco da Gama – Botafogo FR 1:0 Romário 51                                                                 |
| 19 października 2005 | EC Juventude – Figueirense FC 2:2 Zé Carlos 61, Tucho 90+3 – Edmundo 29k, Adriano Padilha 38                  |
| 19 października 2005 | Paysandu SC – Cruzeiro EC 4:1 Rafael Moura 55, 90+1, Robgol 59, 67 – Diego Clementino 89                      |
| 19 października 2005 | AA Ponte Preta – São Paulo 2:0 Izaías 20, Elson Falcão 71k                                                    |

### Kolejka 33
| Data                 | Mecz |
| -------------------- | --- |
| 21 października 2005 | São Caetano – Fluminense FC 2:2 Somália 15, 27 – Marcão 29, Arouca 73                                             |
| 21 października 2005 | Brasiliense FC – Goiás EC 1:2 Dill 77 – Souza 46, Júlio Santos 71                                                 |
| 22 października 2005 | São Paulo – Santos FC 1:2 Amoroso 71 – Renan 50s, Geílson 61                                                      |
| 22 października 2005 | EC Juventude – SC Internacional 2:1 Zé Carlos 83, Enilton 90+5k – Rafael Sóbis 23                                 |
| 22 października 2005 | Figueirense FC – AA Ponte Preta 4:0 Alexandre 21, Alessandro Cambalhota 53, 79, Bilú 61                           |
| 22 października 2005 | Fortaleza – SE Palmeiras 1:1 Rinaldo 76 – Juninho Paulista 41                                                     |
| 22 października 2005 | CR Vasco da Gama – CR Flamengo 2:1 Júnior Baiano 5s, Romário 36 – César Ramírez 66                                |
| 22 października 2005 | Athletico Paranaense – Atlético Mineiro 2:0 Evandro 25, Alan Bahia 27                                             |
| 22 października 2005 | Botafogo FR – Coritiba FBC 2:0 Caio 20, Alex Alves 86                                                             |
| 22 października 2005 | Cruzeiro EC – Paysandu SC 4:3 Alecsandro 24, 76, Diego Clementino 60, Daniel Moraes 85 – Rafael Moura 10, 23, 88k |
| 22 października 2005 | Corinthians Paulista – Paraná Clube 1:0 Carlos Alberto Tevez 13                                                   |
| 24 października 2005 | São Paulo – Corinthians Paulista 1:1 Amoroso 52k – Carlos Alberto Jesus 41                                        |
| 24 października 2005 | Fluminense FC – Brasiliense FC 1:1 Marcão 73 – André Turatto 29                                                   |

### Kolejka 34
| Data                 | Mecz |
| -------------------- | --- |
| 25 października 2005 | Coritiba FBC – Cruzeiro EC 0:3 Kelly 8, Diego Clementino 36, Adriano Gabiru 57                                                  |
| 25 października 2005 | Goiás EC – SC Internacional 0:1 Tinga 46                                                                                        |
| 26 października 2005 | EC Juventude – CR Flamengo 2:2 Antônio Carlos 23, Caíco 37 – Renato Abreu 89k, Júnior 90+1                                      |
| 26 października 2005 | CR Vasco da Gama – Santos FC 1:3 Romário 6 – Geílson 1, Ricardinho 14k, Basílio 15                                              |
| 26 października 2005 | Atlético Mineiro – Fortaleza 2:3 Catanha 53, 77 – Alan 80, Fernando Fumagalli 82, Alex Afonso 85                                |
| 26 października 2005 | SE Palmeiras – Figueirense FC 2:2 Sergio Gioino 30, Baiano 48 – Edmundo 18k, 90+1                                               |
| 27 października 2005 | AA Ponte Preta – Botafogo FR 0:1 Juca 82                                                                                        |
| 27 października 2005 | Fluminense FC – Athletico Paranaense 4:1 Rodrigo Tiuí 18, Milton do Ó 57, Tuta 77, 87 – Aloísio 17                              |
| 27 października 2005 | São Paulo – Brasiliense FC 1:2 Cicinho 4 – Igor 46, 69                                                                          |
| 27 października 2005 | Paysandu SC – Corinthians Paulista 0:2 Carlos Alberto Tevez 4, Rosinei 70                                                       |
| 27 października 2005 | Paraná Clube – São Caetano 0:1 Somália 1 mecz przerwany z powodu awarii światła – został anulowany i powtórzony następnego dnia |
| 28 października 2005 | Paraná Clube – São Caetano 1:3 Borges 75 – Edílson 4, 36, Zé Luís 23 powtórka przerwanego i anulowanego meczu z 27 października |
| 28 października 2005 | SC Internacional – Coritiba FBC 3:2 Fernandão 35, Wason Rentería 40, 87 – Maia 55, Ricardinho 76                                |

### Kolejka 35
| Data                 | Mecz |
| -------------------- | --- |
| 29 października 2005 | Fortaleza – Goiás EC 1:1 Rinaldo 79k – Dodô 52                                                               |
| 29 października 2005 | Figueirense FC – EC Juventude 4:3 Adriano Padilha 35, 71, Edmundo 50, 81 – Enílton 3, 68, 90+3k              |
| 30 października 2005 | Santos FC – Cruzeiro EC 1:2 Basílio 23 – Irineu 18, Alecsandro 58                                            |
| 30 października 2005 | São Caetano – São Paulo 0:1 Neto 61s                                                                         |
| 30 października 2005 | Athletico Paranaense – Paraná Clube 2:1 Finazzi 43, 55 – Borges 70                                           |
| 30 października 2005 | Fluminense FC – AA Ponte Preta 4:3 Marcão 36, 48, Zé Carlos 51, Leandro Azevedo 90+1 – Bruno 17, Tico 40, 80 |
| 30 października 2005 | Atlético Mineiro – SE Palmeiras 1:3 Uéslei 18 – Washington 49, 65, Corrêa 88                                 |
| 30 października 2005 | Corinthians Paulista – CR Vasco da Gama 1:1 Carlos Alberto Tevez 71k – Claudemir 37                          |
| 30 października 2005 | Brasiliense FC – Botafogo FR 0:0                                                                             |
| 31 października 2005 | CR Flamengo – Coritiba FBC 2:1 Renato Abreu 45+1k, César Ramírez 83 – Ricardinho 41                          |
| 31 października 2005 | SC Internacional – Paysandu SC 1:0 Alex Meschini 28k                                                         |

### Kolejka 36
| Data             | Mecz                                                                                                 |
| ---------------- | --- |
| 2 listopada 2005 | São Paulo – Atlético Mineiro 2:2 Roger 27, Rogério Ceni 54 – Julio Cesar Caceres 18, Marques 30      |
| 2 listopada 2005 | EC Juventude – Fortaleza 2:0 Juliano Vicentini 43, Tucho 82                                          |
| 2 listopada 2005 | AA Ponte Preta – Santos FC 2:1 Izaías 68, Tico 86 – Geílson 24                                       |
| 2 listopada 2005 | Goiás EC – Fluminense FC 1:2 Dodô 62 – Leandro Azevedo 58, Dejan Petkovic 90+2                       |
| 2 listopada 2005 | Cruzeiro EC – Corinthians Paulista 2:1 Kelly 40k, 80k – Nilmar 46                                    |
| 3 listopada 2005 | Paysandu SC – Brasiliense FC 2:1 Luiz Augusto 54, Zé Augusto 90+2 – Igor 67                          |
| 3 listopada 2005 | CR Vasco da Gama – Athletico Paranaense 2:1 Morais 15, Anderson Costa 55 – Aparecido Lima 70         |
| 3 listopada 2005 | Coritiba FBC – Figueirense FC 4:1 Jackson 36, Luís Carlos Capixaba 45, Renaldo 49, 64 – Bruno 70k    |
| 3 listopada 2005 | Botafogo FR – São Caetano 1:0 Ruy 1                                                                  |
| 3 listopada 2005 | SE Palmeiras – CR Flamengo 0:1 César Ramírez 45                                                      |
| 3 listopada 2005 | Paraná Clube – SC Internacional 3:1 Sandro 44, 51, Fernando Gaúcho 83 – Fernandão 76 mecz w Cascavel |

### Kolejka 37
| Data             | Mecz |
| ---------------- | --- |
| 5 listopada 2005 | São Paulo – EC Juventude 3:1 Christian Corrêa 17, Mineiro 23, Roger 53 – Didé 85                                              |
| 5 listopada 2005 | Fortaleza – Cruzeiro EC 3:1 Rinaldo 37k, 42k, Lúcio 69 – Adriano Gabiru 84                                                    |
| 6 listopada 2005 | SC Internacional – AA Ponte Preta 2:1 Vinícius 45+1, Ediglê 48 – Galeano 59                                                   |
| 6 listopada 2005 | Paraná Clube – Paysandu SC 2:0 Marcos 51, Borges 62                                                                           |
| 6 listopada 2005 | São Caetano – CR Vasco da Gama 1:2 Márcio Richards 35 – Morais 14, Diego 66                                                   |
| 6 listopada 2005 | CR Flamengo – Botafogo FR 3:1 Renato Abreu 67k, Diego Souza 69, Leonardo Moura 90+2 – Alex Alves 40                           |
| 6 listopada 2005 | Athletico Paranaense – SE Palmeiras 4:0 Aparecido Lima 6, 19, Dênis Marques 66, Finazzi 87                                    |
| 6 listopada 2005 | Fluminense FC – Figueirense FC 2:0 Tuta 38, Alexandre 85                                                                      |
| 6 listopada 2005 | Atlético Mineiro – Goiás EC 1:2 Julio Cesar Caceres 90+1 – Cléber 2, Souza 71                                                 |
| 6 listopada 2005 | Corinthians Paulista – Santos FC 7:1 Rosinei 1, Carlos Alberto Tevez 20, 36, 53, Nilmar 57, 76, Marcelo Mattos 90 – Geílson 8 |
| 6 listopada 2005 | Brasiliense FC – Coritiba FBC 1:1 Marcelinho Carioca 4 – Maia 25k                                                             |

### Kolejka 38
| Data              | Mecz |
| ----------------- | --- |
| 12 listopada 2005 | Figueirense FC – Fortaleza 1:0 Edmundo 34                                                                                         |
| 12 listopada 2005 | Botafogo FR – Paraná Clube 2:0 Ramón Hubner 32, Juca 86                                                                           |
| 12 listopada 2005 | Paysandu SC – Atlético Mineiro 0:2 Zé Antônio 50, 79                                                                              |
| 12 listopada 2005 | SE Palmeiras – São Paulo 2:1 Daniel Silva 65, Juninho Paulista 71 – Richarlyson 61                                                |
| 13 listopada 2005 | Santos FC – SC Internacional 0:4 Alex Meschini 27, 36k, Rafael Sóbis 76, 89 mecz w São Caetano do Sul                             |
| 13 listopada 2005 | EC Juventude – São Caetano 3:1 Enilton 37, 63, Marcelinho 43 – Edílson Ferreira 56                                                |
| 13 listopada 2005 | AA Ponte Preta – CR Flamengo 2:2 Evando 24, 69 – Leonardo Moura 32, Diego Souza 72                                                |
| 13 listopada 2005 | CR Vasco da Gama – Fluminense FC 2:0 Romário 6k, 90+3                                                                             |
| 13 listopada 2005 | Coritiba FBC – Corinthians Paulista 0:1 Carlos Alberto Jesus 23                                                                   |
| 13 listopada 2005 | Cruzeiro EC – Brasiliense FC 1:0 Alecsandro 49                                                                                    |
| 13 listopada 2005 | Goiás EC – Athletico Paranaense 4:2 Rodrigo Tabata 19, Júlio Santos 31, Paulo Baier 33', Souza 49 – Aparecido Lima 16, Finazzi 23 |

### Kolejka 39
| Data              | Mecz |
| ----------------- | --- |
| 16 listopada 2005 | Santos FC – Paraná Clube 0:0                                                                              |
| 16 listopada 2005 | SC Internacional – Brasiliense FC 1:0 Márcio Mossoró 90+1                                                 |
| 16 listopada 2005 | Figueirense FC – CR Vasco da Gama 5:1 Adriano Padilha 13, Edmundo 52k, 55, 58k, Bruno 90 – Róbson Luiz 33 |
| 16 listopada 2005 | São Caetano – Corinthians Paulista 1:0 Márcio Richards 2                                                  |
| 16 listopada 2005 | CR Flamengo – Fortaleza 3:0 César Ramírez 28, 42, Sousa 34                                                |
| 16 listopada 2005 | SE Palmeiras – EC Juventude 3:2 Juninho Paulista 48, Washington 59, Marcinho 74 – Tucho 67, Josiel 88     |
| 16 listopada 2005 | Goiás EC – São Paulo 3:0 Roni 2, André Leone 27, Mário Jardel 77                                          |
| 17 listopada 2005 | Fluminense FC – Atlético Mineiro 0:2 Zé Antônio 51, 61                                                    |
| 17 listopada 2005 | Cruzeiro EC – Athletico Paranaense 1:2 Alecsandro 9 – Evandro 1, Lê 81                                    |
| 17 listopada 2005 | Paysandu SC – Botafogo FR 2:0 Rafael Moura 9, Balão 90+3                                                  |
| 17 listopada 2005 | Coritiba FBC – AA Ponte Preta 2:1 Vágner 24, Alcimar 65 – Izaías 90+1                                     |

### Kolejka 40
| Data              | Mecz |
| ----------------- | --- |
| 19 listopada 2005 | São Paulo – Figueirense FC 4:2 Fábio Santos 6, Thiago 23, 68, 85 – Adriano Padilha 16, Cléber 39                                        |
| 19 listopada 2005 | EC Juventude – Goiás EC 2:1 Lauro 30, Josiel 81 – Roni 26                                                                               |
| 19 listopada 2005 | Brasiliense FC – Santos FC 1:0 Igor 12                                                                                                  |
| 20 listopada 2005 | Paraná Clube – CR Flamengo 0:1 Obina 90+2                                                                                               |
| 20 listopada 2005 | AA Ponte Preta – SE Palmeiras 2:6 Tico 17, Izaías 84k – Daniel Silva 31, Warley 62, Juninho Paulista 71, Washington 77, 90+2, Baiano 88 |
| 20 listopada 2005 | Fortaleza – Fluminense FC 5:1 Alex Afonso 21, 33, 78, Rinaldo 43, Lúcio 79 – Igor 47                                                    |
| 20 listopada 2005 | CR Vasco da Gama – Paysandu SC 4:0 Diego 46, Moraes 49, Romário 52, 86                                                                  |
| 20 listopada 2005 | Athletico Paranaense – São Caetano 2:2 David Ferreira 66, Finazzi 68 – Triguinho 56, Márcio Richards 77k                                |
| 20 listopada 2005 | Botafogo FR – Cruzeiro EC 2:1 Reinaldo 19, Edu Dracena 90+1s – Alecsandro 8                                                             |
| 20 listopada 2005 | Atlético Mineiro – Coritiba FBC 1:0 Rodrigo Dias 34                                                                                     |
| 20 listopada 2005 | Corinthians Paulista – SC Internacional 1:1 Carlos Alberto Tevez 37 – Rafael Sóbis 48                                                   |

### Kolejka 41
| Data              | Mecz |
| ----------------- | --- |
| 20 listopada 2005 | Santos FC – Botafogo FR 2:1 Geílson 12, Rogério 51 – Ruy 90+2                                                     |
| 20 listopada 2005 | SC Internacional – SE Palmeiras 2:1 Jorge Wagner 24k, Wason Rentería 86 – Juninho Paulista 31                     |
| 20 listopada 2005 | Paraná Clube – Cruzeiro EC 2:0 Beto 62, Fernando Gaúcho 69                                                        |
| 20 listopada 2005 | São Caetano – Coritiba FBC 1:1 Claudecir 88 – Ricardinho 56                                                       |
| 20 listopada 2005 | Fortaleza – São Paulo 1:0 Clodoaldo 70                                                                            |
| 20 listopada 2005 | CR Flamengo – Goiás EC 0:0                                                                                        |
| 20 listopada 2005 | Athletico Paranaense – Paysandu SC 3:2 Finazzi 52, Alan Bahia 65k, Dênis Marques 71 – Luís Augusto 86, Balão 89   |
| 20 listopada 2005 | Fluminense FC – EC Juventude 1:2 Gabriel Santos 2 – Caíco 48, Enílton 59                                          |
| 20 listopada 2005 | Atlético Mineiro – CR Vasco da Gama 0:0                                                                           |
| 20 listopada 2005 | Corinthians Paulista – AA Ponte Preta 3:1 Gustavo Nery 38, Coelho 86, Carlos Alberto Jesus 90+3 – Elson Falcão 16 |
| 20 listopada 2005 | Brasiliense FC – Figueirense FC 0:2 Edmundo 44, Carlos Alberto 90+1                                               |

### Kolejka 42
| Data              | Mecz |
| ----------------- | --- |
| 20 listopada 2005 | São Paulo – Athletico Paranaense 3:1 Diego Lugano 10, 21, Rogério Ceni 34 – David Ferreira 46                  |
| 20 listopada 2005 | EC Juventude – Atlético Mineiro 1:3 Juliano Vicentini 30 – Vinícius 70, Euller 77, 87                          |
| 20 listopada 2005 | Figueirense FC – Santos FC 3:1 Alexandre 10, Henrique 64, Márcio Martins 80 – Luís Alberto 67                  |
| 20 listopada 2005 | AA Ponte Preta – Brasiliense FC 3:1 Evando 10, Izaias 27, Rissut 90+2 – Marcelinho Carioca 64k                 |
| 20 listopada 2005 | Paysandu SC – CR Flamengo 1:4 Rodrigo 42 – Leonardo Moura 13, 86, Renato Abreu 55, 75                          |
| 20 listopada 2005 | CR Vasco da Gama – Paraná Clube 3:1 Abedi 3, Romário 16k, 65k – Parral 51                                      |
| 20 listopada 2005 | Coritiba FBC – SC Internacional 1:0 Alcimar 3k                                                                 |
| 20 listopada 2005 | Botafogo FR – Fortaleza 2:0 Caio Decossau 9, Reinaldo 47                                                       |
| 20 listopada 2005 | Cruzeiro EC – São Caetano 1:3 Alecsandro 82 – Zé Luis 9, Jean 62, Claudecir 65                                 |
| 20 listopada 2005 | SE Palmeiras – Fluminense FC 3:2 Washington 66, Juninho Paulista 74, Corrêa 80 – Tuta 21, Arouca 67            |
| 20 listopada 2005 | Goiás EC – Corinthians Paulista 3:2 Paulo Baier 45, Souza 69, Romerito 84 – Carlos Alberto Tevez 50, Coelho 57 |

### Końcowa tabela sezonu 2005
| Poz | Klub                 | Mecze | Zw | Rem | Por | Pkt | BrZd | BrStr |
| --- | -------------------- | ----- | -- | --- | --- | --- | ---- | ----- |
| 1   | Corinthians Paulista | 42    | 24 | 9   | 9   | 81  | 87   | 59    |
| 2   | SC Internacional     | 42    | 23 | 9   | 10  | 78  | 72   | 49    |
| 3   | Goiás EC             | 42    | 22 | 8   | 12  | 74  | 68   | 51    |
| 4   | SE Palmeiras         | 42    | 20 | 10  | 12  | 70  | 81   | 65    |
| 5   | Fluminense FC        | 42    | 19 | 11  | 12  | 68  | 79   | 70    |
| 6   | Athletico Paranaense | 42    | 18 | 7   | 17  | 61  | 76   | 67    |
| 7   | Paraná Clube         | 42    | 17 | 10  | 15  | 61  | 59   | 51    |
| 8   | Cruzeiro EC          | 42    | 17 | 9   | 16  | 60  | 73   | 72    |
| 9   | Botafogo FR          | 42    | 17 | 8   | 17  | 59  | 57   | 56    |
| 10  | Santos FC            | 42    | 16 | 11  | 15  | 59  | 68   | 71    |
| 11  | São Paulo            | 42    | 16 | 10  | 16  | 58  | 77   | 67    |
| 12  | CR Vasco da Gama     | 42    | 15 | 11  | 16  | 56  | 74   | 84    |
| 13  | Fortaleza            | 42    | 16 | 7   | 19  | 55  | 58   | 64    |
| 14  | EC Juventude         | 42    | 15 | 10  | 17  | 55  | 66   | 72    |
| 15  | CR Flamengo          | 42    | 14 | 13  | 15  | 55  | 56   | 60    |
| 16  | Figueirense FC       | 42    | 14 | 11  | 17  | 53  | 65   | 72    |
| 17  | São Caetano          | 42    | 14 | 10  | 18  | 52  | 54   | 60    |
| 18  | AA Ponte Preta       | 42    | 15 | 6   | 21  | 51  | 63   | 80    |
| 19  | Coritiba FBC         | 42    | 13 | 10  | 19  | 49  | 51   | 60    |
| 20  | Atlético Mineiro     | 42    | 13 | 8   | 21  | 47  | 54   | 59    |
| 21  | Paysandu SC          | 42    | 12 | 5   | 25  | 41  | 63   | 92    |
| 22  | Brasiliense FC       | 42    | 10 | 11  | 21  | 41  | 47   | 67    |

Do Copa Libertadores 2006 zakwalifikowały się cztery najlepsze kluby w tabeli, natomiast do Copa Sudamericana 2006 zakwalifikował się mistrz Brazylii oraz kluby, który zajęły w tabeli miejsca od 5 do 11. Jedynym klubem, który obok mistrz Brazylii mógł wystąpić w obu tych turniejach był klub São Paulo, który w Copa Libertadores miał prawo wystąpić jako obrońca tytułu, a ponadto jako 11. w tabeli klub zakwalifikował się także do Copa Sudamericana.
Do drugiej ligi (Campeonato Brasileiro Série B) spadły 4 ostatnie w tabeli kluby: Coritiba FBC, Atlético Mineiro, Paysandu SC oraz Brasiliense FC.